# Lucien Lorelle
Pour les articles homonymes, voir Lorelle.
 (juin 2018).
Si vous disposez d'ouvrages ou d'articles de référence ou si vous connaissez des sites web de qualité traitant du thème abordé ici, merci de compléter l'article en donnant les références utiles à sa vérifiabilité et en les liant à la section « Notes et références ».
Lucien Lorelle, né le 29 décembre 1894 à Paris et mort le 26 février 1968 à Megève, est un photographe français.
Il est l'un des cofondateurs du Groupe des XV et le créateur du laboratoire Central Color, Paris, devenu aujourd'hui Central Dupon Images.

## Biographie
Mobilisé dans l'infanterie pendant la Première Guerre mondiale, il est blessé par éclats d'obus aux Éparges le 17 juillet 1915.
En 1927, Lucien Lorelle commence une carrière de photographe portraitiste et crée le studio Lorelle au 47, boulevard Berthier, à Paris, avec son beau-frère[réf. nécessaire] le photographe Marcel Amson (1905-1985).
Le photographe tchèque Jaroslav Rössler (1902-1990) y travaillera et y étudiera la photographie, de même que la photographe allemande Erna Wagner-Hehmke (1905-1992) et Rose Nadau[réf. nécessaire].
Lucien Lorelle côtoie et photographie tous les grands artistes de son époque dont, entre autres, Annabella, Marie Glory, Martine Carol, Dominique Wilms, Micheline Presle, Danièle Darrieux, Albert Préjean, Jean Cocteau, Gérard Philipe, Madeleine Robinson, Madeleine Sologne, Serge Reggiani, Jean Marais, Michel Simon, Jean Gabin, Janine Grenet, Michel Galabru[réf. nécessaire].
En 1934, Lucien Lorelle abandonne le portrait pour se tourner vers la photographie publicitaire.
Dès 1935, il crée un nouveau studio Lucien Lorelle, situé au no 14 rue Lincoln à Paris. Il réalise les campagnes publicitaires des Galeries Lafayette (avec Cassandre), l'Oréal, Pernod, Perrier, Teppaz, Philips, Winston, campagne du livre, Cinzano, Chanel, Shell, entre autres[réf. nécessaire].
En 1946, il cofonde le Groupe des XV[réf. nécessaire].
Il est aussi l'auteur de nombreux travaux photographiques surréalistes et d'hommages littéraires mêlant textes, dessins et photographies[réf. nécessaire].
Il est l'auteur de nombreux ouvrages sur la photographie qui furent traduits en plusieurs langues dont l'allemand, l'anglais et l'espagnol. Il se consacrera aussi à l'enseignement de la photographie.
En 1952, il crée Central Color, le premier grand laboratoire photographique professionnel couleurs en France qui sera repris et dirigé par sa fille, Françoise Gallois, jusqu’en 2003[réf. nécessaire].
Le laboratoire continuera son activité sous la direction d'un arrière-petit-fils de Lucien Lorelle qui a su adapter le laboratoire à la révolution informatique et numérique[réf. nécessaire]. En 2012, Central Color et Dupon fusionnent créant ainsi Central Dupon Images (en), présidé par Jean-François Camp.
Lucien Lorelle meurt en 1968, laissant un œuvre photographique, de nombreux ouvrages traitant de la photographie sous ses aspects techniques et artistiques et de nombreux textes.
Sa fille Françoise, dirigeante des laboratoires photographiques Central Color, s'est mariée en 1939 avec Pierre Marie Gallois[réf. nécessaire].

## Distinctions
- Croix de guerre 1914–1918
- Chevalier de la Légion d'honneur (décret du 25 décembre 1935)[3]. Il est fait chevalier le 23 avril 1936 par le capitaine Auguste Joseph Vigié.

## Expositions
- « El Sabotaje De Lo Real », deux photographies illustrant les chants de Maldoror de Lautréamont, du 12 juin au 31 août 2009, Mexico, Museo Amparo[4].
- « Lucien Lorelle, Peintre de Lumière », du 2 septembre au 4 octobre 2008, Rueil-Malmaison, médiathèque Jacques Baumel[5].
- « Paris en couleurs, des frères lumières à Martin Parr », de 1907 à nos jours, du 4 décembre 2007 au 31 mars 2008, hôtel de ville de Paris (photographie de Lucien Lorelle : La jolie femme et le ramoneur).
- « Rétrospective Lucien Lorelle », du 5 octobre 2007 au 26 janvier 2008, Rueil-Malmaison. Présentation de 50 photographies et de documents couvrant ses travaux des années 1920 à 1960[6].
- « La photographie publicitaire en France », du 8 novembre 2006 au 25 mars 2007, Paris, musée de la Publicité[7].
- « Photographes Humanistes », du 31 octobre 2006 au 28 janvier 2007, Paris, Bibliothèque nationale de France, site Richelieu[8].
- « Jeux Curieux, Lucien Lorelle / Sébastien Pons » du 4 au 10 juillet 2016, Fotohaus Paris-Berlin / La Collection. Arles[9]

## Publications
- 1945 : Paris et la beauté féminine (dont illustrations de Lucien Lorelle), Société d'éditions modernes parisiennes, Paris.
- 1949 : La Photographie publicitaire (coécrit avec Donald Langelaan), Publications photographiques et cinématographiques Paul Montel, Paris.
- 1950 : Le Portrait photographique, Publications Paul Montel, Paris.
- 1951 : Le Livre de la couleur directe, Publications Paul Montel, Paris.
- 1951 : Le Livre de mon 6x9 et des formats moyens, 3e édition, 152 p., Publications Paul Montel, Paris.
- 1954 : Traité pratique de la prise de vue en couleurs, 166 p., Publications Paul Montel, Paris.
- 1955 : Le Guide du photographe amateur, 152 p., Publications Paul Montel, Paris.
- 1956 : Photos et propos sur le nu, 97 photographies et 27 dessins de Lucien Lorelle, Publications Paul Montel, Paris.
- 1956 : La Photographie et le Cinéma d’amateur de Jean Roubier (dont illustrations de Lucien Lorelle), Librairie Larousse, Paris.
- 1956 : The Colour Book of Photography, 3e édition, 212 p., The Focal Press, Londres.
- 1957 : Le Livre de la couleur en photo et cinéma, 166 p., Publications Paul Montel, Paris.
- 1959 : Photos couleurs pour tous, 70 p., Publications Paul Montel, Paris.
- 1960 : Photos et propos sur le nu, 80 p., Publications Photo-Cinéma Paul Montel, Paris.
- 1961 : Chemins de fer français (illustrations de Lucien Lorelle, Josse Noe et Vincent Robert), SNCF, Paris.
- 1964 : Esthétique du nu dans le monde, 200 p., Publications Photo-Cinéma Paul Montel, Paris.
- 1964 : Weiblicher Akt (traduction par Waldemar Sonntag), Verlag der Europäischen Bücherei H. M. Hieronimi, Bonn.
- 1965 : Die Schönen von Paris Quartier Latin St Germain des Pres de Pierre Mariel, illustrations de Lucien Lorelle, Verlag der Europäischen Bücherei H. M. Hieronimi, Bonn.
- 1965 (?) : Akt Auslese (traduction par Waldemar Sonntag), Verlag der Europäischen Bücherei H. M. Hieronimi, Bonn.
- 1966 : Lumière et couleur sur le nu, 120 p., Publications Paul Montel, Paris.
- 1966 : Akt in Farbe und Licht, Bonn : Verlag der Europäischen Bücherei H. M. Hieronimi.
- 1982 : PARIS 1950 photographié par le Groupe des XV (dont illustrations de Lucien Lorelle), Bibliothèque historique de la ville de Paris, Paris.